# Сосна чорна коропецька № 1
«Сосна чорна коропецька № 1» — ботанічна пам'ятка природи місцевого значення в Україні. Пам'ятка природи розташована на території Монастириського району Тернопільської області, с. Діброва, Коропецьке лісництво, кв. 85 в. 1, лісове урочище «Вістря».
Площа — 2,30 га, статус отриманий у 1996 році.